# Slavomir Miklovš
Slavomir Miklovš (ur. 16 maja 1934 w Đurđevie, zm. 21 lipca 2011 w Nowym Sadzie) – chorwacki duchowny katolicki rytu bizantyjskiego. Biskup Križevci, głowa Chorwackiego Kościoła greckokatolickiego w latach 1983–2009.

## Życiorys
7 lipca 1964 otrzymał święcenia kapłańskie.

## Episkopat
22 stycznia 1983 został mianowany przez Jana Pawła II biskupem Križevci. Sakry biskupiej udzielił mu abp Myrosław Marusyn.
25 maja 2009 przeszedł na emeryturę. Jego następcą został bp Nikola Kekić. Zmarł 21 lipca 2011.